# Milam megye
Milam megye az Amerikai Egyesült Államokban, azon belül Texas államban található. Megyeszékhelye Cameron, legnagyobb városa Rockdale. Lakosainak száma 24 754 fő (2020. április 1.). Milam megye Falls, Robertson, Burleson, Lee, Williamson és Bell megyékkel határos.

## Népesség
A megye népességének változása:
| Lakosok száma | 24 702 | 24 651 | 24 130 | 24 167 | 24 513 | 24 754 |
|               | 2010   | 2011   | 2012   | 2013   | 2015   | 2020   |